# Evolução do Colégio dos Cardeais sob o pontificado de Leão XIII
Este artigo apresenta a evolução do colégio dos cardeais durante o pontificado do papa Leão XIII (de 20 de fevereiro de 1878 a 20 de julho de 1903) e a subsequente sede vacante (20 de julho de 1903 a 4 de agosto de 1903).

## Evolução
Após a eleição do então cardeal Gioacchino Pecci, o colégio consistia de 63 cardeais. Leão XIII criou 147 cardeais em 27 consistórios. Durante seu pontificado, 146 cardeais morreram.
| Data                                 | Evento                                          | Total |
| ------------------------------------ | ----------------------------------------------- | ----- |
| 20 Fevereiro 1878                    | Eleição do cardeal Gioacchino Pecci (Leão XIII) | 63    |
| de 27 Fevereiro 1878 a 22 Junho 1903 | Cardeais criados                                | +147  |
| de 27 Fevereiro 1878 a 22 Junho 1903 | Cardeais falecidos                              | -146  |
| 20 Julho 1903                        | Morte do papa Leão XIII                         | 64    |
| 4 agosto 1903                        | Eleição do cardeal Giuseppe Sarto (Pio X)       | 63    |

## Composição por país de origem
Entre o conclave de 1878 e o conclave de 1903, a composição do colégio por país de origem permaneceu praticamente inalterada: os italianos representavam mais de 60% dos membros com uma presença pouco menor de não-europeus.
| País           | 1878 | 1903 |
| -------------- | ---- | ---- |
| Guatemala      | 1    | 0    |
| Estados Unidos | 1    | 1    |
| Total America  | 2    | 1    |
| Áustria        | 5    | 5    |
| Bélgica        | 1    | 1    |
| França         | 7    | 7    |
| Alemanha       | 1    | 3    |
| Rússia         | 1    | 0    |
| Itália         | 40   | 39   |
| Portugal       | 1    | 1    |
| Reino Unido    | 3    | 2    |
| Espanha        | 3    | 5    |
| Total Europa   | 62   | 63   |
| Totale         | 64   | 64   |

## Composição por consistório
A longa duração dos pontificados de Pio IX e Leão XIII teve a consequência de que, nos conclaves após sua morte, os cardeais criados pelo pontífice anterior eram apenas 4 em 1878 e apenas 1 em 1903.
| Concistoro                   | 1878 | 1903 |
| ---------------------------- | ---- | ---- |
| Maio 1837                    | 1    |      |
| Janeiro 1842                 | 1    |      |
| Janeiro 1844                 | 1    |      |
| Julho 1844                   | 1    |      |
| Consistórios de Gregório XVI | 4    |      |
| Março 1852                   | 2    |      |
| Março 1853                   | 1    |      |
| Dezembro 1853                | 2    |      |
| Março 1858                   | 2    |      |
| Setembro 1861                | 2    |      |
| Março 1863                   | 3    |      |
| Dezembro 1863                | 1    |      |
| Junho 1866                   | 4    |      |
| Março 1868                   | 6    |      |
| Dezembro 1873                | 8    | 1    |
| Março 1875                   | 10   |      |
| Setembro 1875                | 1    |      |
| Abril 1876                   | 2    |      |
| Março 1877                   | 11   |      |
| Junho 1877                   | 3    |      |
| Dezembro 1877                | 2    |      |
| Consistórios de Pio IX       | 60   | 1    |
| Março 1884                   |      | 1    |
| Novembro 1884                |      | 1    |
| Julho 1885                   |      | 2    |
| Julho 1886                   |      | 2    |
| Março 1887                   |      | 2    |
| Fevereiro 1889               |      | 1    |
| Maio 1889                    |      | 2    |
| Dezembro 1889                |      | 1    |
| Junho 1891                   |      | 1    |
| Janeiro 1893                 |      | 7    |
| Junho 1893                   |      | 2    |
| Maio 1894                    |      | 4    |
| Novembro 1895                |      | 4    |
| Junho 1896                   |      | 3    |
| Novembro 1896                |      | 2    |
| Abril 1897                   |      | 3    |
| Junho 1899                   |      | 10   |
| Abril 1901                   |      | 8    |
| Junho 1903                   |      | 7    |
| Consistórios de Leão XIII    |      | 63   |
| Total                        | 64   | 64   |

## Evolução durante o pontificado
| Data       | Evento                                                                        | País           | Cardeais |
| ---------- | ----------------------------------------------------------------------------- | -------------- | -------- |
| 19/02/1878 | Cardeais no momento do Conclave de 1878                                       | Vaticano       | 64       |
| 20/02/1878 | Eleição papal do cardeal Gioacchino Pecci como Papa Leão XIII                 | Vaticano       | 63       |
| 27/02/1878 | Morte do cardeal Godefroy Brossais-Saint-Marc (75 anos)                       | França         | 62       |
| 30/03/1878 | Morte do cardeal Luigi Amat di San Filippo e Sorso (81 anos)                  | Itália         | 61       |
| 06/05/1878 | Morte do cardeal Giuseppe Berardi (67 anos)                                   | Itália         | 60       |
| 31/07/1878 | Morte do cardeal Alessandro Franchi (59 anos)                                 | Itália         | 59       |
| 24/10/1878 | Morte do cardeal Paul Cullen (75 anos)                                        | Reino Unido    | 58       |
| 22/12/1878 | Morte do cardeal Fabio Maria Asquini (76 anos)                                | Itália         | 57       |
| 29/01/1879 | Morte do cardeal Antonio Benedetto Antonucci (80 anos)                        | Itália         | 56       |
| 27/02/1879 | Morte do cardeal Filippo Maria Guidi, O.P. (64 anos)                          | Itália         | 55       |
| 26/04/1879 | Morte do cardeal Carlo Luigi Morichini (73 anos)                              | Itália         | 54       |
| 12/05/1879 | criação de 10 Cardeais:                                                       | Vaticano       | 64       |
| 12/05/1879 | Friedrich Egon von Fürstenberg                                                | Áustria        | 64       |
| 12/05/1879 | Florian-Jules-Félix Desprez                                                   | França         | 64       |
| 12/05/1879 | Lajos Haynald                                                                 | Áustria        | 64       |
| 12/05/1879 | Louis Édouard Pie                                                             | França         | 64       |
| 12/05/1879 | Américo Ferreira dos Santos Silva                                             | Portugal       | 64       |
| 12/05/1879 | Gaetano Alimonda                                                              | Itália         | 64       |
| 12/05/1879 | Giuseppe Pecci, S.J.                                                          | Itália         | 64       |
| 12/05/1879 | John Henry Newman, C.O.                                                       | Reino Unido    | 64       |
| 12/05/1879 | Joseph Hergenröther                                                           | Alemanha       | 64       |
| 12/05/1879 | Tommaso Maria Zigliara, O.P.                                                  | França         | 64       |
| 17/06/1879 | Morte do cardeal Domenico Carafa della Spina di Traetto (73 anos)             | Itália         | 63       |
| 19/09/1879 | criação de 4 Cardeais:                                                        | Vaticano       | 67       |
| 19/09/1879 | Pier Francesco Meglia                                                         | Itália         | 67       |
| 19/09/1879 | Giacomo Cattani                                                               | Itália         | 67       |
| 19/09/1879 | Luigi Jacobini                                                                | Itália         | 67       |
| 19/09/1879 | Domenico Sanguigni                                                            | Itália         | 67       |
| 17/05/1880 | Morte do cardeal Louis Édouard Pie (64 anos)                                  | França         | 66       |
| 03/07/1880 | Morte do cardeal Francesco Saverio Apuzzo (73 anos)                           | Itália         | 65       |
| 14/10/1880 | Morte do cardeal Bartolomeo Pacca, Jr. (63 anos)                              | 64             |          |
| 13/12/1880 | criação de 1 Cardeal + 3 In Pectore:                                          | Vaticano       | 65       |
| 13/12/1880 | Andon Bedros IX Hassoun                                                       | Turquia        | 65       |
| 03/01/1881 | Morte do cardeal René-François Régnier (86 anos)                              | França         | 64       |
| 27/01/1881 | Morte do cardeal Johann Rudolf Kutschker (70 anos)                            | Áustria        | 63       |
| 28/04/1881 | Morte do cardeal Manuel García Gil, O.P. (79 anos)                            | Espanha        | 62       |
| 06/10/1881 | Morte do cardeal Vincenzo Moretti (65 anos)                                   | Itália         | 61       |
| 28/10/1881 | Morte do cardeal Prospero Caterini (86 anos)                                  | Itália         | 60       |
| 05/11/1881 | Morte do cardeal Pietro Giannelli (74 anos)                                   | Itália         | 59       |
| 30/11/1881 | Morte do cardeal Edoardo Borromeo (59 anos)                                   | Itália         | 58       |
| 27/03/1882 | criação de 5 Cardeais + 2 Publicação In Pecture:                              | Vaticano       | 65       |
| 27/03/1882 | Francesco Ricci Paracciani                                                    | Itália         | 65       |
| 27/03/1882 | Pietro Lasagni                                                                | Itália         | 65       |
| 27/03/1882 | Domenico Agostini                                                             | Itália         | 65       |
| 27/03/1882 | Charles-Martial-Allemand Lavigerie, M.Afr.                                    | França         | 65       |
| 27/03/1882 | Joaquín Lluch y Garriga, O.C.D.                                               | Espanha        | 65       |
| 27/03/1882 | Edward MacCabe                                                                | Reino Unido    | 65       |
| 27/03/1882 | Angelo Maria Jacobini                                                         | Itália         | 65       |
| 24/09/1882 | Morte do cardeal Joaquín Lluch y Garriga, O.C.D. (66 anos)                    | Espanha        | 64       |
| 25/09/1882 | criação de 2 Cardeais:                                                        | Vaticano       | 66       |
| 25/09/1882 | Angelo Bianchi                                                                | Itália         | 66       |
| 25/09/1882 | Włodzimierz Czacki                                                            | Rússia         | 66       |
| 20/11/1882 | Morte do cardeal Domenico Sanguigni (73 anos)                                 | Itália         | 65       |
| 22/12/1882 | Morte do cardeal Ferdinand-François-Auguste Donnet (87 anos)                  | França         | 64       |
| 24/02/1883 | Morte do cardeal Inácio do Nascimento Morais Cardoso (71 anos)                | Espanha        | 63       |
| 31/03/1883 | Morte do cardeal Pier Francesco Meglia (72 anos)                              | Itália         | 62       |
| 21/04/1883 | Morte do cardeal Ruggero Luigi Emidio Antici Mattei (72 anos)                 | Itália         | 61       |
| 29/09/1883 | Morte do cardeal Victor-Auguste-Isidore Dechamps, C.Ss.R. (72 anos)           | Países Baixos  | 60       |
| 29/10/1883 | Morte do cardeal Henri-Marie-Gaston Boisnormand de Bonnechose (83 anos)       | França         | 59       |
| 28/12/1883 | Morte do cardeal Antonio Saverio De Luca (78 anos)                            | França         | 58       |
| 30/01/1884 | Morte do cardeal Luigi Bilio, B. (57 anos)                                    | Itália         | 57       |
| 28/02/1884 | Morte do cardeal Andon Bedros IX Hassoun (74 anos)                            | Turquia        | 56       |
| 06/03/1884 | Morte do cardeal Camillo Di Pietro (78 anos)                                  | Itália         | 55       |
| 24/03/1884 | criação de 2 Cardeais:                                                        | Vaticano       | 57       |
| 24/03/1884 | José Sebastião de Almeida Neto, O.F.M.                                        | Portugal       | 57       |
| 24/03/1884 | Guglielmo Sanfelice d'Acquavella, O.S.B.                                      | Itália         | 57       |
| 01/05/1884 | Morte do cardeal Enea Sbarretti (76 anos)                                     | Itália         | 56       |
| 22/06/1884 | Morte do cardeal Frédéric de Falloux du Coudray (68 anos)                     | França         | 55       |
| 28/08/1884 | Morte do cardeal Juan Ignacio Moreno y Maisonave (66 anos)                    | Guatemala      | 54       |
| 20/10/1884 | Morte do cardeal Bartolomeo d'Avanzo (73 anos)                                | Itália         | 53       |
| 10/11/1884 | criação de 8 Cardeais + 1 Publicação In Pecture:                              | Vaticano       | 62       |
| 10/11/1884 | Carlo Laurenzi                                                                | Itália         | 62       |
| 10/11/1884 | Michelangelo Celesia, O.S.B.                                                  | Itália         | 62       |
| 10/11/1884 | Antolín Monescillo                                                            | Espanha        | 62       |
| 10/11/1884 | Guglielmo Massaia, O.F.M.Cap.                                                 | Itália         | 62       |
| 10/11/1884 | Cölestin Josef Ganglbauer, O.S.B.                                             | Áustria        | 62       |
| 10/11/1884 | Zeferino González y Díaz Tuñón, O.P.                                          | Espanha        | 62       |
| 10/11/1884 | Carmine Gori-Merosi                                                           | Itália         | 62       |
| 10/11/1884 | Ignazio Masotti                                                               | Itália         | 62       |
| 10/11/1884 | Isidoro Verga                                                                 | Itália         | 62       |
| 20/12/1884 | Morte do cardeal Domenico Consolini (78 anos)                                 | Itália         | 61       |
| 11/02/1885 | Morte do cardeal Edward MacCabe (68 anos)                                     | Reino Unido    | 60       |
| 15/02/1885 | Morte do cardeal Flavio Chigi (74 anos)                                       | Itália         | 59       |
| 27/03/1885 | Morte do cardeal Friedrich Johann Joseph Cölestin von Schwarzenberg (75 anos) | Áustria        | 58       |
| 19/04/1885 | Morte do cardeal Pietro Lasagni (70 anos)                                     | Itália         | 57       |
| 25/07/1885 | Morte do cardeal Lorenzo Nina (73 anos)                                       | Itália         | 56       |
| 27/07/1885 | criação de 6 Cardeais:                                                        | Vaticano       | 62       |
| 27/07/1885 | Paul Ludolf Melchers                                                          | Alemanha       | 62       |
| 27/07/1885 | Alfonso Capecelatro di Castelpagano, C.O.                                     | Itália         | 62       |
| 27/07/1885 | Francesco Battaglini                                                          | Itália         | 62       |
| 27/07/1885 | Patrick Francis Moran                                                         | Reino Unido    | 62       |
| 27/07/1885 | Placido Maria Schiaffino, O.S.B.                                              | Itália         | 62       |
| 27/07/1885 | Carlo Cristofori                                                              | Itália         | 62       |
| 10/10/1885 | Morte do cardeal John McCloskey (75 anos)                                     | Estados Unidos | 61       |
| 21/11/1885 | Morte do cardeal Antonio Maria Panebianco, O.F.M.Conv. (77 anos)              | Itália         | 60       |
| 03/03/1886 | Morte do cardeal Angelo Maria Jacobini (60 anos)                              | Itália         | 59       |
| 07/06/1886 | criação de 7 Cardeais:                                                        | Vaticano       | 66       |
| 07/06/1886 | Victor-Félix Bernadou                                                         | França         | 66       |
| 07/06/1886 | Elzéar-Alexandre Taschereau                                                   | Canadá         | 66       |
| 07/06/1886 | Benoit-Marie Langénieux                                                       | França         | 66       |
| 07/06/1886 | James Gibbons                                                                 | Estados Unidos | 66       |
| 07/06/1886 | Charles-Philippe Place                                                        | França         | 66       |
| 07/06/1886 | Augusto Theodoli                                                              | Itália         | 66       |
| 07/06/1886 | Camillo Mazzella                                                              | Itália         | 66       |
| 08/07/1886 | Morte do cardeal Joseph-Hippolyte Guibert, O.M.I. (83 anos)                   | França         | 65       |
| 15/09/1886 | Morte do cardeal Carmine Gori-Merosi (76 anos)                                | Itália         | 64       |
| 11/12/1886 | Morte do cardeal Johannes Baptiste Franzelin, S.J. (70 anos)                  | Áustria        | 63       |
| 13/11/1887 | Morte do cardeal Innocenzo Ferrieri (76 anos)                                 | Itália         | 62       |
| 24/01/1887 | Morte do cardeal Louis-Marie-Joseph-Eusèbe Caverot (80 anos)                  | França         | 61       |
| 14/02/1887 | Morte do cardeal Giacomo Cattani (64 anos)                                    | Itália         | 60       |
| 28/02/1887 | Morte do cardeal Luigi Jacobini (55 anos)                                     | Itália         | 59       |
| 14/03/1887 | criação de 5 Cardeais:                                                        | Vaticano       | 64       |
| 14/03/1887 | Serafino Vannutelli                                                           | Itália         | 64       |
| 14/03/1887 | Gaetano Aloisi Masella                                                        | Itália         | 64       |
| 14/03/1887 | Luigi Giordani                                                                | Itália         | 64       |
| 14/03/1887 | Camillo Siciliano di Rende                                                    | Itália         | 64       |
| 14/03/1887 | Mariano Rampolla del Tindaro                                                  | Itália         | 64       |
| 23/05/1887 | criação de 2 Cardeais:                                                        | Vaticano       | 66       |
| 23/05/1887 | Luigi Pallotti                                                                | Itália         | 66       |
| 23/05/1887 | Agostino Bausa, O.P.                                                          | Itália         | 66       |
| 02/10/1887 | Morte do cardeal Domenico Bartolini (74 anos)                                 | Itália         | 65       |
| 02/11/1887 | Morte do cardeal Antonio Pellegrini (75 anos)                                 | Itália         | 64       |
| 20/12/1887 | Morte do cardeal Lorenzo Ilarione Randi (69 anos)                             | Itália         | 63       |
| 08/03/1888 | Morte do cardeal Włodzimierz Czacki (53 anos)                                 | Rússia         | 62       |
| 30/03/1888 | Morte do cardeal Tommaso Martinelli, O.S.A. (61 anos)                         | Itália         | 61       |
| 31/10/1888 | Morte do cardeal Ignazio Masotti (71 anos)                                    | Itália         | 60       |
| 09/02/1889 | Morte do cardeal Jean Baptiste François Pitra, O.S.B (76 anos)                | França         | 59       |
| 11/02/1889 | criação de 3 Cardeais:                                                        | Vaticano       | 62       |
| 11/02/1889 | Giuseppe Benedetto Dusmet, O.S.B.                                             | Itália         | 62       |
| 11/02/1889 | Giuseppe D'Annibale                                                           | Itália         | 62       |
| 11/02/1889 | Luigi Macchi                                                                  | Itália         | 62       |
| 25/02/1889 | Morte do cardeal Carlo Sacconi (80 anos)                                      | Itália         | 61       |
| 24/05/1889 | criação de 7 Cardeais:                                                        | Vaticano       | 68       |
| 24/05/1889 | François-Marie-Benjamin Richard de la Vergne                                  | França         | 68       |
| 24/05/1889 | Joseph-Alfred Foulon                                                          | França         | 68       |
| 24/05/1889 | Aimé-Victor-François Guilbert                                                 | França         | 68       |
| 24/05/1889 | Pierre-Lambert Goossens                                                       | Bélgica        | 68       |
| 24/05/1889 | Franziskus von Paula Schönborn                                                | Áustria        | 68       |
| 24/05/1889 | Achille Apolloni                                                              | Itália         | 68       |
| 24/05/1889 | Gaetano de Ruggiero                                                           | Itália         | 68       |
| 06/08/1889 | Morte do cardeal Guglielmo Massaia, O.F.M.Cap. (80 anos)                      | Itália         | 67       |
| 16/08/1889 | Morte do cardeal Aimé-Victor-François Guilbert (76 anos)                      | França         | 66       |
| 23/09/1889 | Morte do cardeal Placido Maria Schiaffino, O.S.B. (60 anos)                   | Itália         | 65       |
| 14/12/1889 | Morte do cardeal Cölestin Josef Ganglbauer, O.S.B. (72 anos)                  | Áustria        | 64       |
| 30/12/1889 | criação de 1 Cardeais In Pectore:                                             | Vaticano       | 64       |
| 08/02/1890 | Morte do cardeal Giuseppe Pecci, S.J. (82 anos)                               | Itália         | 63       |
| 23/6/1890  | criação de 3 Cardeais + 1 Publicação In Pecture:                              | Vaticano       | 67       |
| 23/6/1890  | Vincenzo Vannutelli                                                           | Itália         | 67       |
| 23/6/1890  | Sebastiano Galeati                                                            | Itália         | 67       |
| 23/6/1890  | Gaspard Mermillod                                                             | Suíça          | 67       |
| 23/6/1890  | Albin Dunajewski                                                              | Áustria        | 67       |
| 31/07/1890 | Morte do cardeal Luigi Pallotti (61 anos)                                     | Itália         | 66       |
| 11/08/1890 | Morte do cardeal John Henry Newman, C.O. (89 anos)                            | Reino Unido    | 65       |
| 03/10/1890 | Morte do cardeal Joseph Hergenröther (66 anos)                                | Alemanha       | 64       |
| 23/01/1891 | Morte do cardeal János Simor (77 anos)                                        | Áustria        | 63       |
| 30/01/1891 | Morte do cardeal Carlo Cristofori (78 anos)                                   | Itália         | 62       |
| 19/02/1891 | Morte do cardeal Josip Mihalović (77 anos)                                    | Áustria        | 61       |
| 30/05/1891 | Morte do cardeal Gaetano Alimonda (72 anos)                                   | Itália         | 60       |
| 01/06/1891 | criação de 2 Cardeais:                                                        | Vaticano       | 62       |
| 01/06/1891 | Luigi Rotelli                                                                 | Itália         | 62       |
| 01/06/1891 | Anton Josef Gruscha                                                           | Áustria        | 62       |
| 04/07/1891 | Morte do cardeal Lajos Haynald (74 anos)                                      | Áustria        | 61       |
| 15/09/1891 | Morte do cardeal Luigi Rotelli (58 anos)                                      | Itália         | 60       |
| 15/11/1891 | Morte do cardeal Victor-Félix Bernadou (75 anos)                              | França         | 59       |
| 14/12/1891 | criação de 2 Cardeais:                                                        | Vaticano       | 61       |
| 14/12/1891 | Fulco Luigi Ruffo-Scilla                                                      | Itália         | 61       |
| 14/12/1891 | Luigi Sepiacci, O.S.A.                                                        | Itália         | 61       |
| 25/12/1891 | Morte do cardeal Miguel Payá y Rico (80 anos)                                 | Espanha        | 60       |
| 31/12/1891 | Morte do cardeal Domenico Agostini (66 anos)                                  | Itália         | 59       |
| 14/01/1892 | Morte do cardeal Giovanni Simeoni (75 anos)                                   | Itália         | 57       |
| 14/01/1892 | Morte do cardeal Henry Edward Manning (83 anos)                               | Reino Unido    | 57       |
| 23/02/1892 | Morte do cardeal Gaspard Mermillod (67 anos)                                  | Suíça          | 56       |
| 26/06/1892 | Morte do cardeal Augusto Theodoli (72 anos)                                   | Itália         | 55       |
| 08/07/1892 | Morte do cardeal Francesco Battaglini (69 anos)                               | Itália         | 54       |
| 17/07/1892 | Morte do cardeal Giuseppe D'Annibale (76 anos)                                | Itália         | 53       |
| 20/08/1892 | Morte do cardeal Friedrich Egon von Fürstenberg (78 anos)                     | Áustria        | 52       |
| 16/09/1892 | Morte do cardeal Edward Henry Howard (63 anos)                                | Reino Unido    | 51       |
| 26/11/1892 | Morte do cardeal Charles-Martial-Allemand Lavigerie, M.Afr. (67 anos)         | França         | 50       |
| 16/01/1893 | criação de 14 Cardeais + 2 In Pecture                                         | Vaticano       | 64       |
| 16/01/1893 | Giuseppe Guarino                                                              | Itália         | 64       |
| 16/01/1893 | Mario Mocenni                                                                 | Itália         | 64       |
| 16/01/1893 | Amilcare Malagola                                                             | Itália         | 64       |
| 16/01/1893 | Angelo Di Pietro                                                              | Itália         | 64       |
| 16/01/1893 | Benito Sanz y Forés                                                           | Espanha        | 64       |
| 16/01/1893 | Guillaume-René Meignan                                                        | França         | 64       |
| 16/01/1893 | Léon-Benoit-Charles Thomas                                                    | França         | 64       |
| 16/01/1893 | Philipp Krementz                                                              | Alemanha       | 64       |
| 16/01/1893 | Ignazio Persico, O.F.M.Cap.                                                   | Itália         | 64       |
| 16/01/1893 | Luigi Galimberti                                                              | Itália         | 64       |
| 16/01/1893 | Michael Logue                                                                 | Reino Unido    | 64       |
| 16/01/1893 | Kolos Ferenc Vaszary, O.S.B.                                                  | Áustria        | 64       |
| 16/01/1893 | Herbert Vaughan                                                               | Reino Unido    | 64       |
| 16/01/1893 | Georg von Kopp                                                                | Alemanha       | 64       |
| 24/01/1893 | Morte do cardeal Joseph-Alfred Foulon (69 anos)                               | França         | 63       |
| 05/03/1893 | Morte do cardeal Charles-Philippe Place (79 anos)                             | França         | 62       |
| 03/04/1893 | Morte do cardeal Achille Apolloni (69 anos)                                   | Itália         | 61       |
| 21/04/1893 | Morte do cardeal Luigi Giordani (70 anos)                                     | Itália         | 60       |
| 26/04/1893 | Morte do cardeal Luigi Sepiacci, O.S.A. (57 anos)                             | Itália         | 59       |
| 10/05/1893 | Morte do cardeal Tommaso Maria Zigliara, O.P. (59 anos)                       | Itália         | 58       |
| 12/06/1893 | Criação de 5 Cardeais:                                                        | Vaticano       | 63       |
| 12/06/1893 | Victor-Lucien-Sulpice Lécot                                                   | França         | 63       |
| 12/06/1893 | Giuseppe Maria Granniello                                                     | Itália         | 63       |
| 12/06/1893 | Joseph-Christian-Ernest Bourret, C.O.                                         | França         | 63       |
| 12/06/1893 | Lőrinc Schlauch                                                               | Áustria        | 63       |
| 12/06/1893 | Giuseppe Sarto (futuro Papa Pio X)                                            | Itália         | 63       |
| 02/11/1893 | Morte do cardeal Carlo Laurenzi (72 anos)                                     | Itália         | 62       |
| 01/02/1894 | Morte do cardeal Luigi Serafini (85 anos)                                     | Itália         | 61       |
| 09/03/1894 | Morte do cardeal Francesco Ricci Paracciani (63 anos)                         | Itália         | 59       |
| 09/03/1894 | Morte do cardeal Léon-Benoit-Charles Thomas (67 anos)                         | França         | 59       |
| 04/04/1894 | Morte do cardeal Giuseppe Benedetto Dusmet, O.S.B. (75 anos)                  | Itália         | 58       |
| 18/05/1894 | criação de 5 Cardeais + Publicação 1 In Pectore:                              | Vaticano       | 64       |
| 18/05/1894 | Andreas Steinhuber, S.J.                                                      | Itália         | 64       |
| 18/05/1894 | Egidio Mauri, O.P.                                                            | Itália         | 64       |
| 18/05/1894 | Ciriaco María Sancha y Hervás                                                 | Espanha        | 64       |
| 18/05/1894 | Domenico Svampa                                                               | Itália         | 64       |
| 18/05/1894 | Andrea Carlo Ferrari                                                          | Itália         | 64       |
| 18/05/1894 | Francesco Segna                                                               | Itália         | 64       |
| 18/06/1894 | Morte do cardeal Albin Dunajewski (77 anos)                                   | Áustria        | 63       |
| 29/11/1894 | Morte do cardeal Zeferino González y Díaz Tuñón, O.P. (73 anos)               | Espanha        | 62       |
| 21/01/1895 | Morte do cardeal Florian-Jules-Félix Desprez (87 anos)                        | França         | 61       |
| 30/03/1895 | Morte do cardeal Francisco de Paula Benavides e Navarrete, O.S. (84 anos)     | Espanha        | 60       |
| 29/05/1895 | Morte do cardeal Fulco Luigi Ruffo-Scilla (55 anos)                           | Itália         | 59       |
| 22/06/1895 | Morte do cardeal Amilcare Malagola (54 anos)                                  | Itália         | 58       |
| 01/11/1895 | Morte do cardeal Benito Sanz y Forés (67 anos)                                | Espanha        | 57       |
| 19/11/1895 | Morte do cardeal Lucien Louis Joseph Napoleão Bonaparte (67 anos)             | Itália         | 56       |
| 29/11/1895 | criação de 8 Cardeais + Revelação 1 in pectore:                               | Vaticano       | 65       |
| 29/11/1895 | Adolphe Perraud, C.O.                                                         | França         | 65       |
| 29/11/1895 | Sylwester Sembratowicz                                                        | Rússia         | 65       |
| 29/11/1895 | Francesco Satolli                                                             | Itália         | 65       |
| 29/11/1895 | Johann Evangelist Haller                                                      | Áustria        | 65       |
| 29/11/1895 | Antonio María Cascajares y Azara                                              | Espanha        | 65       |
| 29/11/1895 | Girolamo Maria Gotti, O.C.D.                                                  | Itália         | 65       |
| 29/11/1895 | Jean-Pierre Boyer                                                             | França         | 65       |
| 29/11/1895 | Achille Manara                                                                | Itália         | 65       |
| 29/11/1895 | Salvador Casañas y Pagés                                                      | Espanha        | 65       |
| 07/12/1895 | Morte do cardeal Ignazio Persico, O.F.M.Cap. (72 anos)                        | Itália         | 64       |
| 14/12/1895 | Morte do cardeal Paul Ludolf Melchers, S.J. (82 anos)                         | Alemanha       | 63       |
| 08/01/1896 | Morte do cardeal Giuseppe Maria Granniello, B. (61 anos)                      | Itália         | 62       |
| 20/01/1896 | Morte do cardeal Guillaume-René Meignan (78 anos)                             | França         | 61       |
| 12/03/1896 | Morte do cardeal Egidio Mauri, O.P. (67 anos)                                 | Itália         | 60       |
| 07/05/1896 | Morte do cardeal Luigi Galimberti (60 anos)                                   | Itália         | 59       |
| 22/06/1896 | Criação de 4 Cardeais:                                                        | Vaticano       | 63       |
| 22/06/1896 | Domenico Maria Jacobini                                                       | Itália         | 63       |
| 22/06/1896 | Antonio Agliardi                                                              | Itália         | 63       |
| 22/06/1896 | Domenico Ferrata                                                              | Itália         | 63       |
| 22/06/1896 | Serafino Cretoni                                                              | Itália         | 63       |
| 10/07/1896 | Morte do cardeal Joseph-Christian-Ernest Bourret, C.O. (68 anos)              | França         | 62       |
| 14/07/1896 | Morte do cardeal Raffaele Monaco La Valletta (69 anos)                        | Itália         | 61       |
| 09/10/1896 | Morte do cardeal Gaetano de Ruggiero (80 anos)                                | Itália         | 60       |
| 30/10/1896 | Morte do cardeal Gustav Adolf von Hohenlohe-Schillingsfürst (73 anos)         | Alemanha       | 59       |
| 30/11/1896 | Criação de 2 Cardeais:                                                        | Vaticano       | 61       |
| 30/11/1896 | Raffaele Pierotti, O.P.                                                       | Itália         | 61       |
| 30/11/1896 | Giuseppe Antonio Ermenegildo Prisco                                           | Itália         | 61       |
| 16/12/1896 | Morte do cardeal Jean-Pierre Boyer (67 anos)                                  | França         | 60       |
| 03/01/1897 | Morte do cardeal Guglielmo Sanfelice d'Acquavella, O.S.B. (62 anos)           | Itália         | 59       |
| 22/02/1897 | Morte do cardeal Angelo Bianchi (79 anos)                                     | Itália         | 58       |
| 19/04/1897 | Criação de 4 Cardeais:                                                        | Vaticano       | 62       |
| 19/04/1897 | José María Martín de Herrera y de la Iglesia                                  | Espanha        | 62       |
| 19/04/1897 | Pierre-Hector Coullié                                                         | França         | 62       |
| 19/04/1897 | Guillaume-Marie-Joseph Labouré                                                | França         | 62       |
| 19/04/1897 | Guillaume-Marie-Romain Sourrieu                                               | França         | 62       |
| 16/05/1897 | Morte do cardeal Camillo Siciliano di Rende (49 anos)                         | Itália         | 61       |
| 11/08/1897 | Morte do cardeal Antolín Monescillo (85 anos)                                 | Espanha        | 60       |
| 22/09/1897 | Morte do cardeal Giuseppe Guarino (70 anos)                                   | Itália         | 59       |
| 13/04/1898 | Morte do cardeal Elzéar-Alexandre Taschereau (78 anos)                        | Canadá         | 58       |
| 04/08/1898 | Morte do cardeal Sylwester Sembratowicz (61 anos)                             | Rússia         | 57       |
| 21/01/1899 | Morte do cardeal Américo Ferreira dos Santos Silva (70 anos)                  | Portugal       | 56       |
| 15/04/1899 | Morte do cardeal Agostino Bausa, O.P. (78 anos)                               | Itália         | 55       |
| 06/05/1899 | Morte do cardeal Philipp Krementz (79 anos)                                   | Alemanha       | 54       |
| 16/06/1899 | Morte do cardeal Guillaume-Marie-Romain Sourrieu (74 anos)                    | França         | 53       |
| 19/06/1899 | criação de 11 Cardeais + Criação de 2 In Pectore:                             | Vaticano       | 64       |
| 19/06/1899 | Giovanni Battista Casali del Drago                                            | Itália         | 64       |
| 19/06/1899 | Francesco di Paola Cassetta                                                   | Itália         | 64       |
| 19/06/1899 | Gennaro Portanova                                                             | Itália         | 64       |
| 19/06/1899 | Giuseppe Francica-Nava de Bontifè                                             | Itália         | 64       |
| 19/06/1899 | Agostino Ciasca, O.S.A.                                                       | Itália         | 64       |
| 19/06/1899 | François-Désiré Mathieu                                                       | França         | 64       |
| 19/06/1899 | Pietro Respighi                                                               | Itália         | 64       |
| 19/06/1899 | Agostino Richelmy                                                             | Itália         | 64       |
| 19/06/1899 | Jakob Missia                                                                  | Áustria        | 64       |
| 19/06/1899 | Luigi Trombetta                                                               | Itália         | 64       |
| 19/06/1899 | José Calassanç Vives y Tuto, O.F.M.Cap.                                       | Espanha        | 64       |
| 24/06/1899 | Morte do cardeal Franziskus von Paula Schönborn (55 anos)                     | Áustria        | 63       |
| 11/07/1899 | Morte do cardeal Teodolfo Mertel (93 anos)                                    | Itália         | 62       |
| 10/08/1899 | Morte do cardeal Isidoro Verga (67 anos)                                      | Itália         | 61       |
| 17/01/1900 | Morte do cardeal Luigi Trombetta (79 anos)                                    | Itália         | 60       |
| 01/02/1900 | Morte do cardeal Domenico Maria Jacobini (62 anos)                            | Itália         | 59       |
| 12/03/1900 | Morte do cardeal Luigi di Canossa (90 anos)                                   | Itália         | 58       |
| 26/03/1900 | Morte do cardeal Camillo Mazzella, S.J. (67 anos)                             | Itália         | 57       |
| 05/04/1900 | Morte do cardeal Johann Evangelist Haller (75 anos)                           | Áustria        | 56       |
| 25/01/1901 | Morte do cardeal Sebastiano Galeati (78 anos)                                 | Itália         | 55       |
| 15/04/1901 | criação de 13 Cardeais + Publicação de 2 In Pectore:                          | Vaticano       | 67       |
| 15/04/1901 | Alessandro Sanminiatelli Zabarella                                            | Itália         | 67       |
| 15/04/1901 | Francesco Salesio Della Volpe                                                 | Itália         | 67       |
| 15/04/1901 | Donato Maria Dell'Olio                                                        | Itália         | 67       |
| 15/04/1901 | Sebastiano Martinelli, O.S.A.                                                 | Itália         | 67       |
| 15/04/1901 | Casimiro Gennari                                                              |                | 67       |
| 15/04/1901 | Lev Skrbenský z Hříště                                                        | Áustria        | 67       |
| 15/04/1901 | Giulio Boschi                                                                 | Itália         | 67       |
| 15/04/1901 | Agostino Gaetano Riboldi                                                      | Itália         | 67       |
| 15/04/1901 | Jan Maurycy Pawel Puzyna de Kosielsko                                         | Áustria        | 67       |
| 15/04/1901 | Bartolomeo Bacilieri                                                          | Itália         | 67       |
| 15/04/1901 | Luigi Tripepi                                                                 | Itália         | 67       |
| 15/04/1901 | Felice Cavagnis                                                               | Itália         | 67       |
| 27/07/1901 | Morte do cardeal Antonio María Cascajares y Azara (67 anos)                   | Espanha        | 66       |
| 18/01/1902 | Morte do cardeal Donato Maria Dell'Olio (54 anos)                             | Itália         | 65       |
| 06/02/1902 | Morte do cardeal Agostino Ciasca, O.S.A. (66 anos)                            | Itália         | 64       |
| 23/03/1902 | Morte do cardeal Jakob Missia (63 anos)                                       | Áustria        | 63       |
| 20/04/1902 | Morte do cardeal Agostino Gaetano Riboldi (63 anos)                           | Itália         | 62       |
| 11/07/1902 | Morte do cardeal Lőrinc Schlauch (78 anos)                                    | Áustria        | 61       |
| 22/07/1902 | Morte do cardeal Mieczysław Halka Ledóchowski (79 anos)                       | Rússia         | 60       |
| 22/11/1902 | Morte do cardeal Gaetano Aloisi Masella (76 anos)                             | Itália         | 59       |
| 15/01/1903 | Morte do cardeal Lucido Maria Parocchi (69 anos)                              | Itália         | 58       |
| 19/06/1903 | Morte do cardeal Herbert Vaughan (71 anos)                                    | Reino Unido    | 57       |
| 22/06/1903 | criação de 7 Cardeais:                                                        | Vaticano       | 64       |
| 22/06/1903 | Carlo Nocella                                                                 | Itália         | 64       |
| 22/06/1903 | Beniamino Cavicchioni                                                         | Itália         | 64       |
| 22/06/1903 | Andrea Aiuti                                                                  | Itália         | 64       |
| 22/06/1903 | Emidio Taliani                                                                | Itália         | 64       |
| 22/06/1903 | Sebastián Herrero Espinosa de los Monteros, C.O.                              | Espanha        | 64       |
| 22/06/1903 | Johannes Katschthaler                                                         | Áustria        | 64       |
| 22/06/1903 | Anton Hubert Fischer                                                          | Alemanha       | 64       |
| 20/07/1903 | Morte do Papa Leão XIII (93 anos)                                             | Vaticano       | 64       |
| 31/07/1903 | Abertura do conclave                                                          | Vaticano       | 64       |
| 04/08/1903 | Eleição do cardeal Giuseppe Sarto (Pio X)                                     | Vaticano       | 63       |